# Парламентські вибори у Великій Британії 1857
Парламентські вибори у Великій Британії проходили з 27 березня по 24 квітня 1857 року. На цих виборах віги, на чолі з лордом Пальмерстоном, здобули більшість у Палаті громад, тоді як консерватори втратили значну частину місць. Вибори були викликані вотумом недовіри урядові Пармельстона через його підхід до справи судна «Ерроу», арештованого представниками китайської влади. Цей інцидент призвів до початку Другої опіумної війни.

## Результати виборів
| Партія               | Лідер             | Відсоток голосів | Відсоток голосів | Місць в парламенті |
| Партія               | Лідер             | Кількість        | %                | Місць в парламенті |
| -------------------- | ----------------- | ---------------- | ---------------- | ------------------ |
| Віги                 | Генрі Пальмерстон | 464,127          | 65,9%            | 377                |
| Консервативна партія | Едуард Дербі      | 239,712          | 34,0%            | 264                |
| Незалежні кандидати  | —                 | 12,099           | 1,7%             | 13                 |
| Чартисти             | —                 | 614              | 0,1%             | 0                  |
| Всього               | Всього            | 716,552          | 100%             | 654                |